# Kaupang

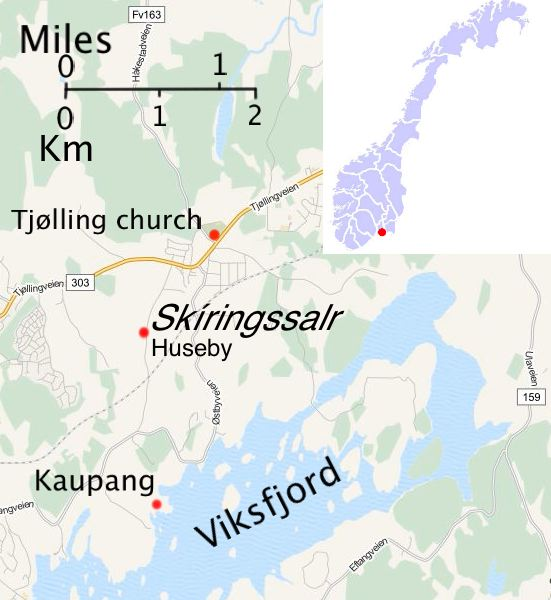
Mapa que muestra las ubicaciones de Kaupang, Skíringssalr (Huseby) y Tjølling en la provincia de Vestfold, Noruega

Kaupang era un término nórdico para «mercado». En época Contemporánea, se utiliza generalmente como nombre del primer asentamiento comercial de Noruega, el kaupang de Skiringssal, que se encuentra en Tjølling, cerca de Larvik, en la provincia de Vestfold. Kaupang fue un importante centro comercial y artesanal durante el período vikingo y aún es el primer puesto comercial noruego conocido; establecido hacia el año 800, el asentamiento de Kaupang fue abandonado a mediados del siglo X. Ha sido descrito como el monumento más importante de Noruega de la era vikinga.

## Historia

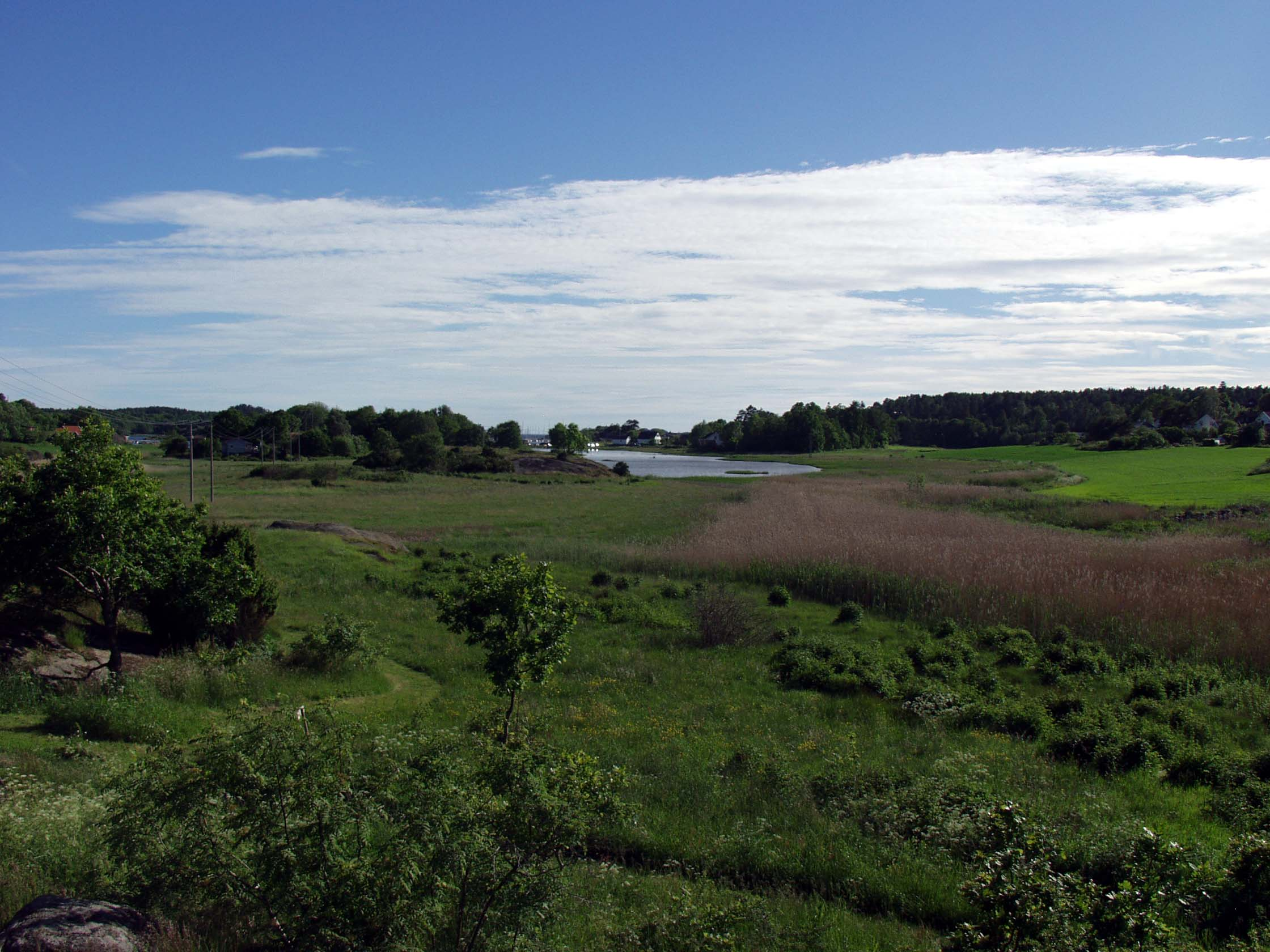
Kaupang visto desde el cercano Bikjholberget

Kaupang fue fundado en la década de 780 y abandonado por razones desconocidas a principios del siglo X. Estaba situado en una playa de Viksfjord, en el municipio de Larvik. Fuentes documentales indican que el área fue una importante zona de asentamiento real en los siglos VIII y IX.

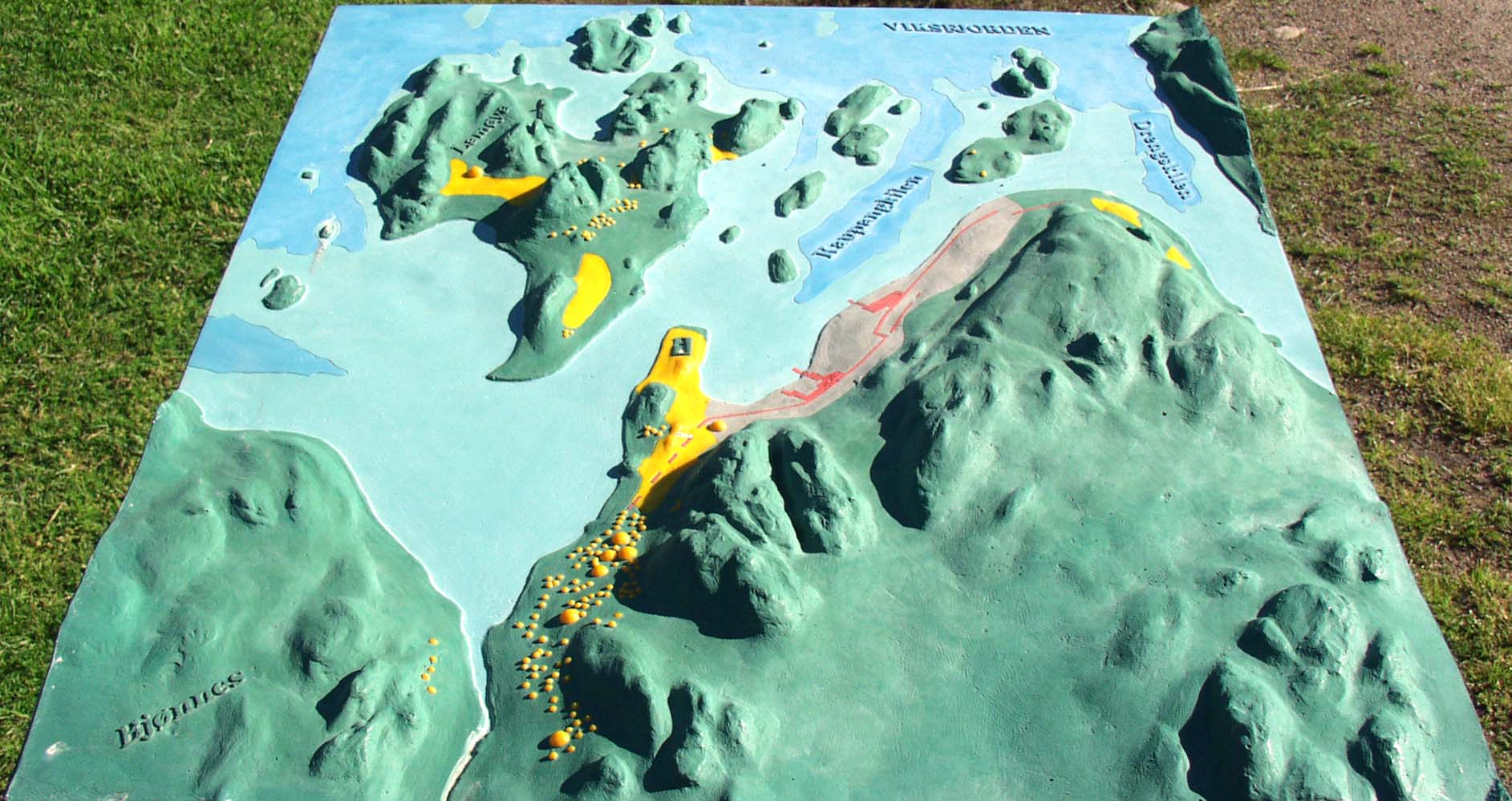
Modelo del asentamiento de Kaupang

Hay una percepción general de que Kaupang es mencionado bajo el nombre de Skiringssal (en nórdico antiguo: Skíringssalr) en el relato de Ohthere de Hålogaland sobre sus viajes. Sin embargo, el nombre del puerto que visitó Ohthere a finales del siglo IX solo está registrado como Sciringes heal en inglés antiguo, y no hay evidencia científica de que Sciringes heal correspondiera a Kaupang en Skiringssal.

## Excavaciones

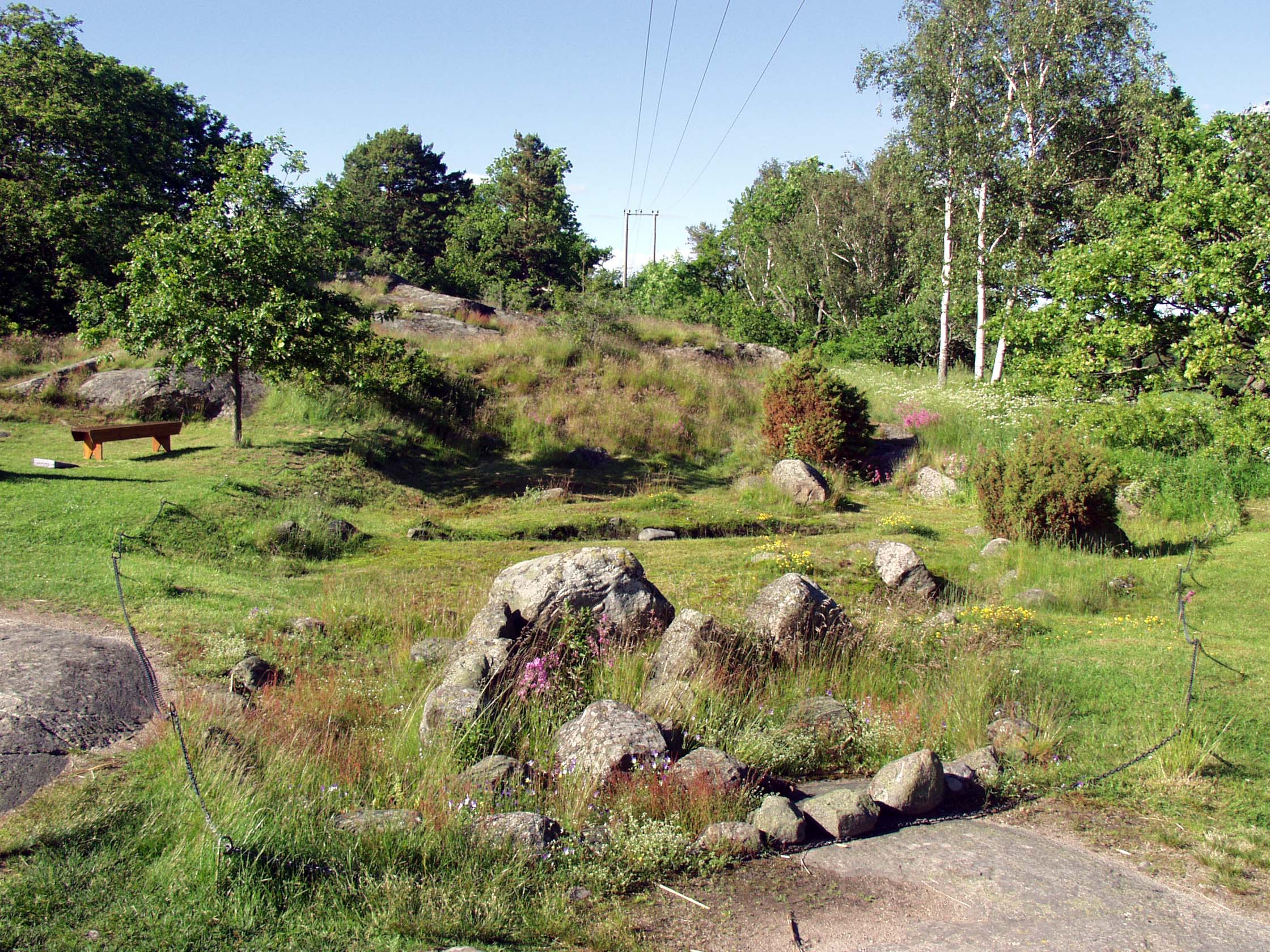
Zona de excavación al este de Kaupang

Los hallazgos arqueológicos indican que el sitio pudo haber sido el primer asentamiento proto-urbano de cierta importancia en Noruega. Las excavaciones que se han realizado han proporcionado pruebas de un centro artesanal y comercial de aproximadamente 1000 habitantes. El asentamiento tenía una producción artesanal diversa y un amplio comercio con otros países. Los productos comercializados incluían hierro, esteatita y quizás pescado.
En 1867 Nicolay Nicolaysen llevó a cabo las primeras excavaciones de la zona, cartografiando uno de los campos de tumbas alrededor del asentamiento y excavando 79 túmulos. También descubrió un cementerio de cremación, en gran parte datado en el siglo X. Charlotte Blindheim comenzó a excavar en 1947 y completó su última publicación en 1999, y Dagfinn Skre y sus asociados emprendieron un nuevo programa de excavaciones en 1997.
En el verano de 2000 el Instituto de Arqueología, Conservación y Estudios Históricos de la Universidad de Oslo inició un nuevo programa de excavaciones en Kaupang, bajo la dirección de Dagfinn Skre, que duró hasta 2002, y en 2003 se realizó una excavación más pequeña en la zona portuaria. En total, se descubrieron cuatro posibles casas, así como varias chimeneas, fosas y pozos. Después de las excavaciones, el equipo de investigadores trabajó en el análisis tanto de los artefactos como de las muestras ambientales de las excavaciones. Los resultados se han publicado en una serie de tres libros, el primero de los cuales salió a la luz en 2007 y el último en 2011. Muchos de los aproximadamente 100 000 hallazgos de las excavaciones se han expuesto en la Universidad de Oslo, entre ellos monedas de plata árabes, monedas de oro de Dorestad, cientos de cuentas de vidrio, joyas de oro y bronce, cerámica, armas y herramientas.